# Толмачово (Новосибірська область)
Толмачово (рос. Толмачёво) — село у Новосибірському районі Новосибірської області Російської Федерації.
Входить до складу муніципального утворення Толмачовська сільрада. Населення становить 4608 осіб (2010).

## Історія
Згідно із законом від 2 червня 2004 року органом місцевого самоврядування є Толмачовська сільрада.

## Населення
| 1926 | 2002  | 2007  | 2010  |
| ---- | ----- | ----- | ----- |
| 1606 | ↗3972 | ↗4242 | ↗4608 |